# IC 1927
IC 1927 — галактика типу *2 (подвійна зірка) у сузір'ї Годинник.
Цей об'єкт міститься в оригінальній редакції індексного каталогу.